# مجموعة سترايت

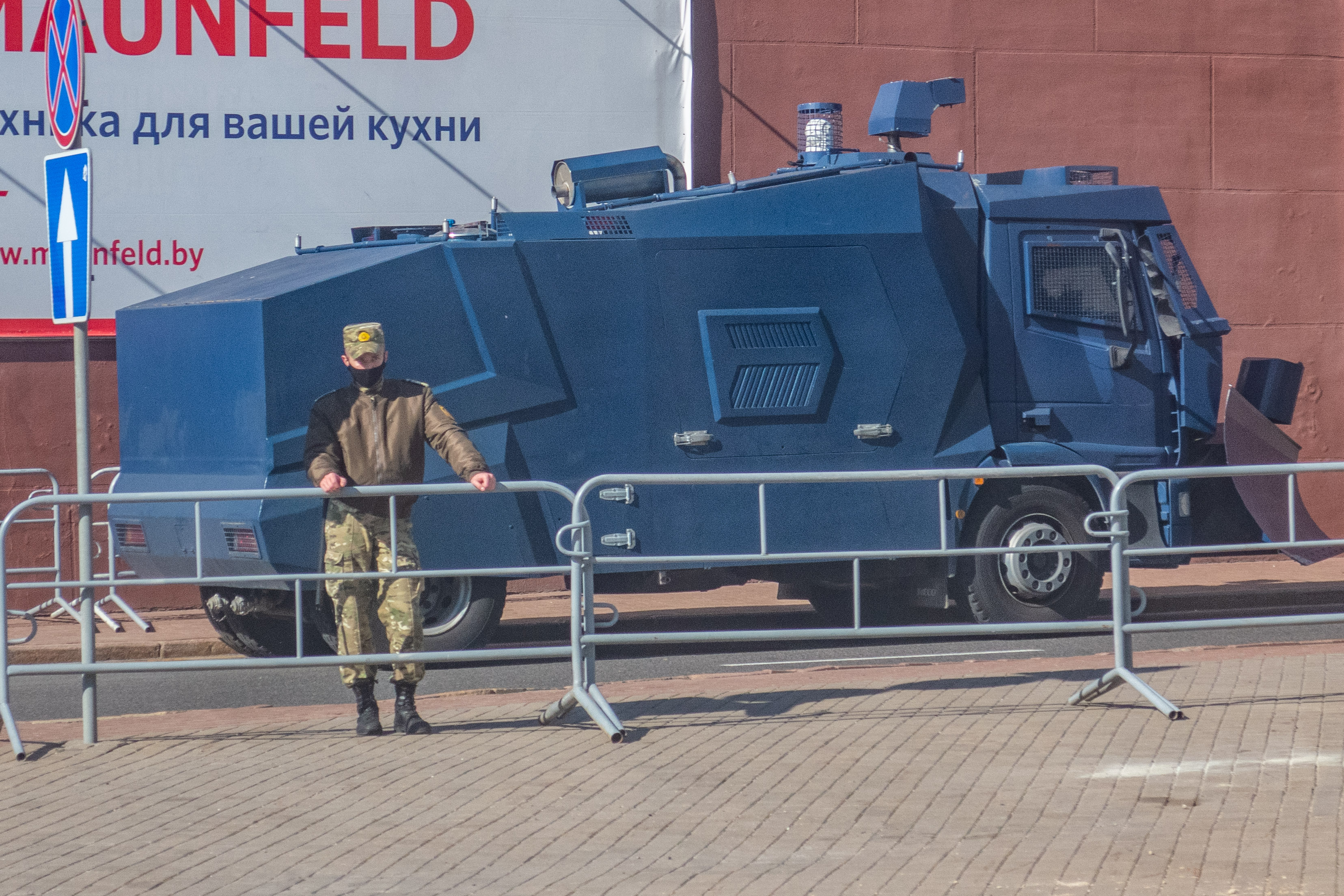

مجموعة سترايت هي شركة مصنعة للسيارات المدرعة، ومقرها في رأس الخيمة، الإمارات العربية المتحدة. اعتبارًا من عام 2019، تحتفظ مجموعة سترايت بـ «12 منشأة إنتاج حديثة و 25 مكتبًا حول العالم.»  توظيف «قوة عاملة تزيد عن 2000 شخص».
تقوم مجموعة سترايت بإنتاج ناقلات الأفراد المدرعة، والمركبات النقدية العابرة، والفخامة، والأمان التي تم تصميمها لتوفير حماية فعالة في المواقف عالية المخاطر. تخضع مركبات مجموعة سترايت لشهادة ستناج 3 للمركبات التكتيكية العسكرية وفبامب برف 2009 في ار7 للمركبات الفاخرة وذات الأغراض الخاصة.

## الشركات التابعة العالمية أو المرخص لهم
- سترايت للتصنيع (كندا)
- كرز (أوكرانيا) [3]

## روابط خارجية
- الصفحة الرسمية